# NGC 4793
NGC 4793 é uma galáxia espiral barrada (SBc) localizada na direcção da constelação de Coma Berenices. Possui uma declinação de +28° 56' 17" e uma ascensão recta de 12 horas, 54 minutos e 40,7 segundos.
A galáxia NGC 4793 foi descoberta em 11 de Abril de 1785 por William Herschel.